# Croton rheophyticus
Croton rheophyticus är en törelväxtart som beskrevs av Airy Shaw. Croton rheophyticus ingår i släktet Croton och familjen törelväxter. Inga underarter finns listade i Catalogue of Life.